# Alexandru I.
Alexandru I. nebo Alexandru I. Aldea (1397–1436) byl kníže Valašského knížectví. Alexandru rovněž nesl titul princ z Moldávie. Alexandru byl synem Mircea I. Na trůn přišel během turbulentního období dějin Rumunska, kdy se panovníci na trůnu Valašského knížectví v průběhu 15. století vystřídali 18krát. Vládl v letech 1431–1436. Musel se vypořádat s Turky, kteří již v roce 1432 napadli Valašsko. Zemřel v zimě, pravděpodobně na nemoc, ale mluví se i o bratrovražedném boji mezi ním a jeho polorodým bratrem Vladem II., který ho na trůnu vystřídal.